# Tour de Lombardie 1907
La 3e édition de la course cycliste, le Tour de Lombardie a eu lieu le 3 novembre 1907 et a été remportée par le Français Gustave Garrigou. Il s'agit de la première victoire française sur l'épreuve. Giovanni Gerbi (1er) et Lucien Petit-Breton (3e) furent tous les deux déclassés. Luigi Ganna termina pour la troisième fois d'affilée à la 3e place.

## Classement final
| \| 1. Gustave Garrigou \| France \| en \| 7 h 53 min 41 s \| \| 2. Ernesto Azzini \| Italie \| à \| 12 min 23 s \| \| 3. Luigi Ganna \| Italie \| \| 18 min 49 s \| \| 4. Felice Gallazzi \| Italie \| \| 24 min 30 s \| \| 5. Andrea Massironi \| Italie \| \| 29 min 25 s \| \| 6. Henri Rheinwald \| Suisse \| \| 42 min 16 s \| \| 7. Ernesto Ferrari \| Italie \| \| 42 min 16 s \| \| 8. Ferrucio Mirancelli \| Italie \| \| 42 min 17 s \| \| 9. Mario Gaioni \| Italie \| \| 42 min 17 s \| \| 10. Attilio Alberti \| Italie \| \| 55 min 19 s \| |        |    |                 |
| 1. Gustave Garrigou | France | en | 7 h 53 min 41 s |
| 2. Ernesto Azzini | Italie | à  | 12 min 23 s     |
| 3. Luigi Ganna | Italie |    | 18 min 49 s     |
| 4. Felice Gallazzi | Italie |    | 24 min 30 s     |
| 5. Andrea Massironi | Italie |    | 29 min 25 s     |
| 6. Henri Rheinwald | Suisse |    | 42 min 16 s     |
| 7. Ernesto Ferrari | Italie |    | 42 min 16 s     |
| 8. Ferrucio Mirancelli | Italie |    | 42 min 17 s     |
| 9. Mario Gaioni | Italie |    | 42 min 17 s     |
| 10. Attilio Alberti | Italie |    | 55 min 19 s     |